# Saint-Maurice-en-Rivière
Saint-Maurice-en-Rivière ist ein Dorf und eine Gemeinde mit 523 Einwohnern (Stand: 1. Januar 2022) im französischen Département Saône-et-Loire in der Region Bourgogne-Franche-Comté. Die Gemeinde gehört zum Arrondissement Chalon-sur-Saône und zum Kanton Gergy. 

## Geographie
Saint-Maurice-en-Rivière liegt etwa 52 Kilometer südlich von Dijon in der Naturlandschaft Bresse. Das Gemeindegebiet wird im Osten, Norden und Westen vom Fluss Cosne d’Épinossous begrenzt. Umgeben wird Saint-Maurice-en-Rivière von den Nachbargemeinden Verdun-Ciel im Norden und Osten, Saint-Martin-en-Bresse im Südosten und Süden, Damerey im Süden und Westen sowie Verjux im Nordwesten.

## Bevölkerungsentwicklung
| Jahr                       | 1962 | 1968 | 1975 | 1982 | 1990 | 1999 | 2006 | 2012 | 2018 |
| Einwohner                  | 510  | 486  | 443  | 468  | 431  | 435  | 527  | 569  | 537  |
| Quellen: Cassini und INSEE |      |      |      |      |      |      |      |      |      |